# Jonathan Craig Williams
Jonathan Craig Williams est un acteur américain né un 27 septembre.

## Filmographie

### Télévision
- 1997 : In the House : Doug (1 épisode)
- 2002-2006 Malcolm : Steve (7 épisodes)
- 2006 : Commander in Chief (1 épisode)
- 2006 : Boston Justice : Frank Lawrence (1 épisode)
- 2006 : FBI : Portés disparus : Concerned Man (1 épisode)
- 2007 : La Vie de palace de Zack et Cody : un journaliste (1 épisode)
- 2009 : 24 Heures chrono : le copilote (2 épisodes)
- 2010 : Parenthood : CHP (1 épisode)
- 2012 : La Vie secrète d'une ado ordinaire : un serveur (1 épisode)
- 2013 : Switched : l'agent de sécurité (1 épisode)
- 2013 : How I Met Your Mother : un policier (1 épisode)
- 2013 : Dads : le voisin noir (1 épisode)
- 2013 : Bones : Détective Cravens (1 épisode)
- 2013 : I Hate My Teenage Daughter : le bijoutier (1 épisode)
- 2014 : Rake : le chauffeur du maire (2 épisodes)
- 2014 : Extant : Bill Hendy (2 épisodes)
- 2014 : Brooklyn Nine-Nine : Austin (1 épisode)
- 2014-2016 : Ladies Small Group : Frère Montgomery (7 épisodes)
- 2015 : Harry Bosch : l'agent de sécurité (1 épisode)
- 2015 : Murder : David Smith (1 épisode)
- 2016 : The Fosters : Neil Pomerantz (2 épisodes)
- 2016 : Scare Pewdiepie : Dr Winters (2 épisodes)
- 2016 : Rosewood : le gérant de la banque (1 épisode)
- 2017 : Very Bad Nanny : Juge Golder (1 épisode)
- 2017 : Grey's Anatomy : M. Kirby (1 épisode)
- 2017 : Law and Order True Crime : un député (1 épisode)
- 2017-2019 : Spirit : Au galop en toute liberté : Al Granger (23 épisodes)
- 2018 : Dirty John : Paul (1 épisode)
- 2019 : Ballers : le révérend (1 épisode)
- 2019 : All Rise : Détective Crimp (1 épisode)
- 2020 : Lucifer : Capitaine (1 épisode)